# Podișul Dobrogei
Podișul Dobrogei își trage denumirea din nivelul topografic scăzut comparativ cu zonele adiacente.

## Geneză și geologie
Din punct de vedere geologic, rocile componente ale zonei conferă apelativul de Munții Dobrogei. Acesta are înălțimi maxime de doar 467 m, în vârful Greci (Țuțuiatul). Orogeneza ce a generat Munții Dobrogei este cea hercinică (Devonian/Permian) în nord și cea caledoniană (Cambrian/Silurian) în zona centrală. Înălțimea scăzută este în general datorată proceselor exogene care au acționat prin erodarea materialului constituent al rocilor expuse agenților atmosferici. Rocile aflate în prezent la suprafață erau în momentul formării catenei muntoase la baza sa.
Din punct de vedere geografic, intervalul de înălțimi în care sunt cantonați Munții Dobrogei duce la clasificarea lor ca podiș, acesta fiind situat între valea Dunării în vest și nord și Marea Neagră în est, constituind singura mare unitate extra-carpatică, având aflorate cele mai vechi structuri geomorfologice din România. La suprafață, cele mai vechi roci sunt șisturile verzi proterozoice din Podișul Casimcei, cu o vârstă de peste 600 milioane ani. În fundamentul Dobrogei de Sud există roci mai vechi, identificate în foraje și acoperite în prezent de straturi sedimentare paleozoice, mezozoice și neozoice, care au o vârstă mult mai mare (1,6 miliarde ani).

## Relieful
Podișul Dobrogei se prezintă ca un podiș relativ rigid, format pe roci vechi (șisturi verzi, granituri), depozite sedimentare mezozoice și neozoice, puternic erodat de acțiunea îndelungată a factorilor exogeni, cu un relief domol, ușor ondulat și cu altitudini relativ reduse (200-300m). 
Partea de nord este mai înaltă, ajungând pe alocuri la 350-400 m dar și la 467 m în vârful cel mai înalt (Vf. Greci din Munții Măcinului). Partea de sud are sub 200 m (altitudinea maximă este de 204 m în Podișul Deliorman). 
Din punct de vedere tectonic, Podișul Dobrogei aparține unor microplăci diferite: în nord, microplaca Mării Negre aflată într-un proces de subducție (în lungul unui plan Benioff) sub Carpații de Curbură, iar în sud microplaca Moesica (cuprinzând fundamentul Câmpiei Române și Dobrogea de Sud). 
Asociat acestora există forme de relief influențate de petrografie și structura: un relief "granitic", cu trene de grohotișuri și abrupturi în Munții Măcinului, vechi peneplene conservate pe suprafața erodată a șisturilor verzi, mici forme carstice pe calcarele jurasice, suprafețe structurale adaptate ondulărilor largi ale formațiunilor neozoice din Dobrogea de Sud. 
Există de asemenea, în nord (Munții Măcinului, Dealurile Tulcei și Podișul Babadagului), un ansamblu de forme de sedimentație (inselberguri, glacisuri de eroziune), iar pe substratul loessoid forme de tasare și sufoziune.

## Subdiviziuni
Subdiviziunile principale ale Podișului Dobrogei sunt Masivul Dobrogei de Nord și Podișul Dobrogei de Sud, despărțite de linia Hârșova-Capu Midia. 
Masivul Dobrogei de Nord este mai înalt, cu un relief mai variat și o înclinare generală de la Dunăre spre mare. Este format din Munții Măcinului (cunoscuți și sub denumirea de Culmea Pricopanului), Culmea Niculițelului, Dealurile Tulcei (continuate cu prispa Agighiol), Depresiunea Nalbant, Podișul Babadagului (alungit de la Dunăre la Marea Neagră, cu altitudine maximă de 401m), Podișul Casimcei, format din șisturi verzi (cu 325 m altitudine maximă), continuat cu prispa Hamangia; Calcarele jurasice intersectate de râul Casimcea au generat un mic areal carstic (peșterile de la Gura Dobrogei și "cheia" Dobrogei). 
Uneori Podișul Casimcei este considerat o subdiviziune majoră separată a Dobrogei, de același rang cu celelalte două și denumit Dobrogea Centrală. 
Podișul Dobrogei de Sud este mai jos (sub 200 m), este larg ondulat după cutele calcarelor sarmațiene și înclină de la mare spre Dunăre. Văile au un pronunțat caracter endoreic. Extremitatea sud-vestică, cu altitudini maxime de 204m, poartă denumirea generică de "Deliorman" (continuându-se în Bulgaria). 
Subdiviziunile sunt: zona litorală înaltă, Podișul Medgidia (cu Valea Carasu), Podișul Negru Voda și Podișul Oltinei.